# Anadolu-Gruppe
Die Anadolu-Gruppe (türkisch: Anadolu Grubu, international Anadolu Group) ist ein türkischer Mischkonzern mit Hauptsitz in Istanbul.

## Geschichte
Das Unternehmen wurde 1950 von Kamil Yazıcı und İzzet Özilhan gegründet, deren Familien heute noch knapp die Hälfte der Anteile an der Gruppenholding besitzen, der Rest ist in Streubesitz.

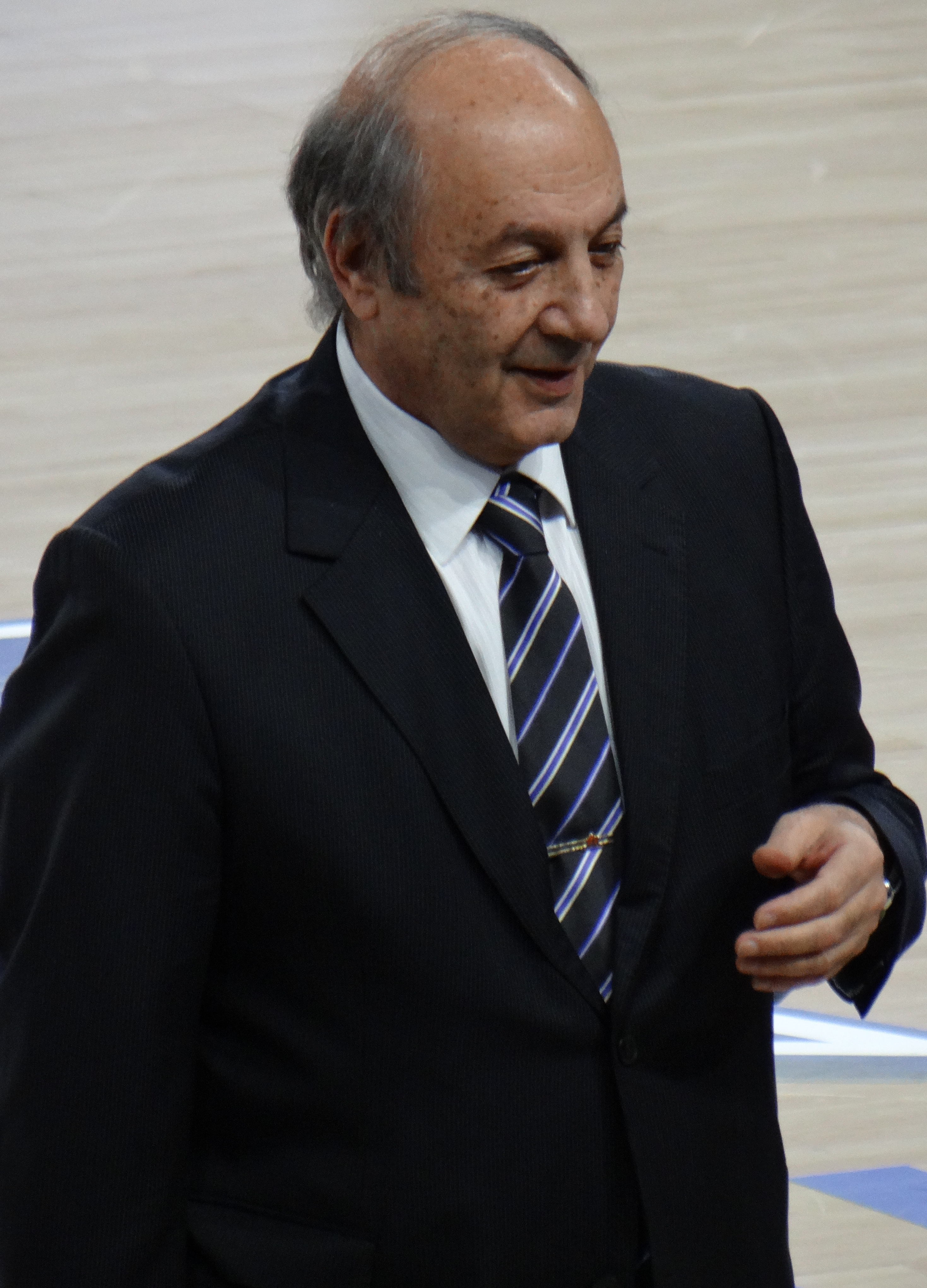
Tuncay Özilhan (2018)

Seit Mai 2007 ist Tuncay Özilhan, der Sohn von İzzet Özilhan, Präsident des Verwaltungsrates.

## Struktur
Die Gruppe wird geführt von der AG Anadolu Grubu Holding AS, ehemals Yazicilar Holding AS. Diese ist Hauptaktionärin der Anadolu Endustri Holding AS und ihrer Tochtergesellschaften, welche die Anadolu-Gruppe bilden. Zur Gruppe gehören rund 80 Unternehmen (davon 6 an der Borsa Istanbul notiert), darunter:
- Automobilindustrie (u. a. Anadolu Isuzu, Çelik Motor, Anadolu Motor, Anadolu Landini und Beteiligung an weiteren Joint Ventures wie Togg),
- Getränkeherstellung (Anadolu Efes, Coca-Cola İçecek),
- Handel (Migros Ticaret),
- Landwirtschaft (Anadolu Etap),
- Schreibwaren (Adel Kalemcilik)
- Schnellgastronomie (Anadolu Restoran İşletmeleri)
- Energie (Anadolu Kafkasya Enerji Yatırımları, Aslancık Elektrik Üretim, AES Elektrik Enerjisi Toptan Satış)
- Immobilien (AND Gayrimenkul)

Die Unternehmensgruppe verfügt (Stand 2019) über 66 Produktionsstätten, beschäftigt rund 80.000 Mitarbeiter und erzielte im Geschäftsjahr 2018 einen Umsatz von 42,2 Milliarden Türkische Lira.